# コールス・グループ
コールス・グループ (Coles Group Ltd.) はオーストラリアの小売チェーンストアを運営する株式会社。Woolworths, ウールワースに継いで国内2番目に大きい小売業者である。2007年11月23日、流通大手のウェスファーマーズへの売却が完了したため、オーストラリア証券取引所からは上場廃止された。先立つ2006年にマイヤーは売却（詳細はリンク参照）されている。

## 略史

### マイヤー
2006年に分離・売却完了。マイヤー (百貨店)参照。

### コールス

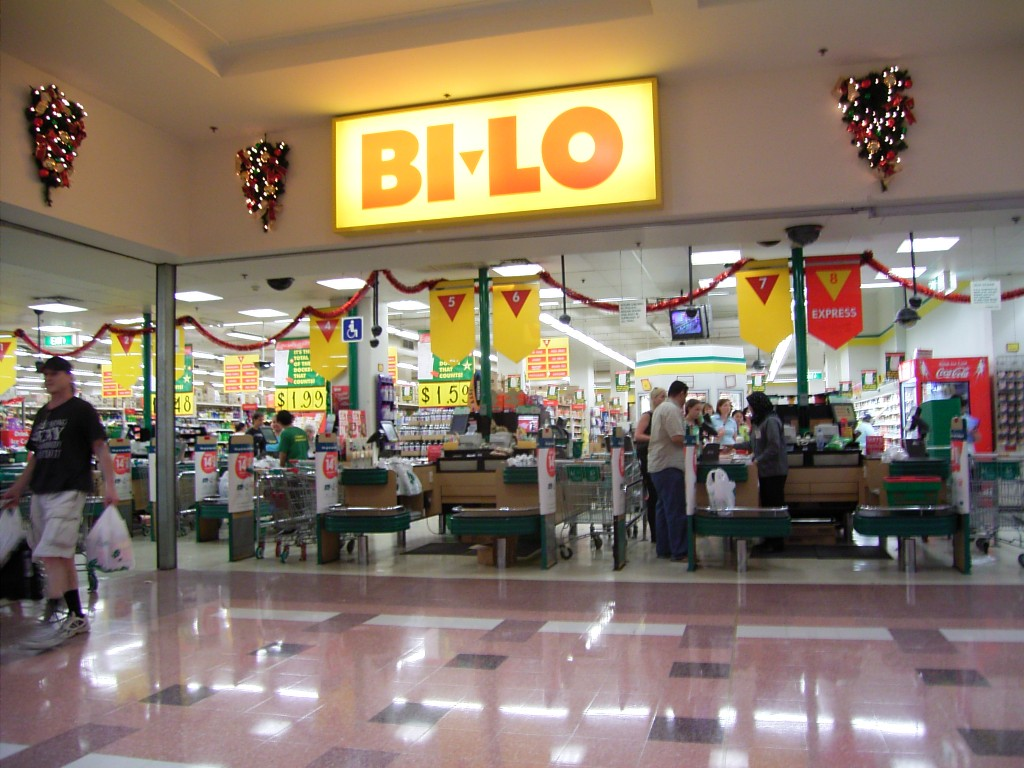
シドニーの BI -LO 店舗

- 1914年、George Coles が、"Coles Variety Store" をメルボルン, Collingwood に開店
- 1960年、最初のスーパー・マーケットが、ビクトリア州、North Balwyn にオープン
- 1973年、全ての主要都市（首都・州都）で運営
- 1969年、Kmart Australia Limited を、コールズと、アメリカの Kmart のジョイント・ベンチャーで、メルボルン郊外Burwoodに開店
- 1970年代後半、BI-LO は John Weekes により、アデレードに設立
- 現在国内に200以上の店舗がある

### 合併
- 1980年代：夫々、オーストラリア証券取引所上場企業だった
  - 業態

コールス：スーパー
マイヤー：デパート、ターゲット（ディスカウント・ストア）
- 1985年8月、Myer Emporium Ltd と GJ Coles & Coy Ltd は合併、オーストラリア史上最大の会社になる
- 1986年1月、"Coles Myer Limited" に改名

### 合併後
- Officeworks, ビジネス向け文房具店、はアメリカのチェーン、 Office Depot のコンセプトを基にしている
  - 1994年6月、最初の店舗をメルボルンのリッチモンドに開店
  - 現在、Officeworks はメルボルン、シドニー、ブリスベン、アデレード、パースに90店舗以上ある
- 1996年、Baby Target 開店
- 1998年、Target Home 開店
- 1999年、Target Country 開店
- 1999年4月1日、Coles Myer は Harris Technology を獲得

### 分割と売却
- 2006年6月、マイヤーをテキサス・パシフィック・グループ傘下のニューブリッジ・キャピタル (Newbridge Capital) に売却完了。ターゲットはコールス側に残る。
- 2006年11月、コールス・マイヤーはコールス・グループ (Coles Group Limited) に改名。
- 2007年11月、株主総会はウェスファーマーズからの友好的株式公開買い付けによる買収提案を承認。23日に買収完了。